# 몰레사우루스
몰레사우루스(학명: Mollesaurus periallus)는 어룡목 안공룡과에 속하는 어룡이다. 지금은 멸종된 종으로서 전체적인 몸길이가 4~6m인 거대한 어룡에 속하는 종이다.

## 특징
몰레사우루스(Mollesaurus)는 부분 두개골과 대부분의 척추 기둥이 보존된 관절형 부분 골격 MOZ 2282 V에서 알려져 있다. 그것은 약 1억 7760만년전에서 1억 0777만년 전에 중부 쥐라기 바조키아 초기 단계까지 거슬러 올라가는 로스 몰레스 형성의 에밀리아 기벨리 암모노이드 존에서 차카이코 수르 지방으로 화석이 수집되었다. 몰레사우루스(Mollesaurus)는 같은 지역에서 발견된 차케소사우루스 카이이와 함께 아알레니아-바토니아어 구간에서 유일하게 진단된 어룡의 한 표본이다. 그것은 뉴켄 분지의 사팔라시 근처에서 발견되었다. 마이슈와 마츠케(2000년)는 몰레사우루스를 안과사우루스의 한 종으로 여겼다. 그러나 최근의 모든 피복재 분석에서 몰레사우르스는 안구공룡의 유효한 속이라는 것이 밝혀졌다. 패트릭 S.드루켄밀러와 에린 E. 맥스웰(2010)은 브라키프테리기우스, 카이풀리사우루스, 플라티프테리기우스(그러나 안과사우루스는 제외)를 포함한 안과공룡 혈통의 가장 기초적인 구성원으로 밝혀냈다. 발렌틴 피셔, 마이클 W. 마이쉬, 대런 네이쉬, 랄프 코스마, 제프 리스트론, 울리히 조거, 프리츠 J. 크뤼거, 주디스 파도 페레스, 제시카 타이인쉬, 로버트 M.애플비(2012년)는 안과공룡의 가장 기초적인 멤버로 밝혀졌다. 분류학적으로 보면 몰레사우루스(Mollesaurus)는 아르헨티나의 북서쪽 파타고니아에서 온 큰 안구공룡 안구공룡의 멸종된 속이다. 몰레사우루스는 마르타 S에 의해 현재의 이름으로 지어졌다. 1999년에 발견된 페르난데스 종류는 몰레사우루스 페리알루스(Mollesaurus periallus이다. 총칭은 홀로타입이 수집된 로스몰레스 포메이션(Los Molles Formation)과 그리스어로 '마법사'의 이름에서 유래되었다.구체적인 이름은 페리알로스(Periallos)에서 유래한 것으로 가장 오래된 안구공룡이고 가장 오래된 어룡 중 하나라는 점에서 "다른 것보다도 먼저"라는 뜻의 그리스어에서 유래되었다. 양턱에는 총 15~20개의 삼각형 톱니 모양을 가진 이빨이 존재한다. 먹이로는 당대에 서식했던 물고기, 갑각류, 두족류 등을 주로 잡아먹고 살았을 육식성의 포식자로 추정되는 종이다.

## 생존시기와 서식지와 화석의 발견
몰레사우루스가 생존했던 시기는 중생대의 쥐라기 후기로서 지금으로부터 1억 6500만년전~1억 4500만년전에 생존했던 종이다. 생존했던 시기에는 남아메리카를 중심으로 하는 남동부 태평양과 남서부 대서양에서 주로 서식했던 어룡이다. 화석의 발견은 1999년에 남아메리카의 쥐라기에 형성된 지층에서 아르헨티나의 고생물학자들에 의하여 처음으로 화석이 발견되어 새롭게 명명된 종이다.

## 같이 보기
- 파충류
- 중생대
- 쥐라기
- 어룡
- 화석